# Edoardo Villa
Edoardo Daniele Villa (1915–2011) fue un notable escultor sudafricano de origen italiano que trabajó fundamentalmente el acero y el bronce.